# シャイニング (ノルウェーのバンド)
シャイニング（Shining）は、ノルウェーのエクスペリメンタル・ジャズ・バンド。
元ジャガ・ジャジストのメンバーでありサクソフォーン奏者でマルチ奏者のJørgen Munkebyが、1999年にアコースティック・ジャズ・カルテットとしてオスロで結成。
セカンド・アルバム『Sweet Shanghai Devil』まではコルトレーン色を感じさせるアコースティックジャズを演奏していたが、サード・アルバム『イン・ザ・キングダム・オブ・キッチュ・ユー・ウィル・ビー・ア・モンスター』でエレクトリック化、加えてプログレッシブな要素を強めた。
エクスペリメンタル、インプロヴィゼーション色の強い音楽を数多くリリースしているレーベル「Rune Grammofon」と契約。2007年にはプログレッシブ・ブラックメタル・バンドのエンスレイヴドとツアーをし、音楽性にもその影響が現れている。
5枚目のアルバム『Blackjazz』でキング・クリムゾンの「21世紀のスキッツォイド・マン」をカバーし、ゲスト・ボーカルでエンスレイヴドのGrutle Kjellsonが参加した。
Jørgen Munkebyは、ブラックメタル・バンド、エンペラーのイーサーンのソロ・アルバムにサックスでゲスト参加している。

## メンバー

### 現在のメンバー
- Jørgen Munkeby – サクソフォーン（AKAI EWIシリーズを含む）、フルート、クラリネット、ギター、ボーカル (1999年- )
- Ole Vistnes - ベース (2015年- )
- Simen Sandnes – ドラム (2020年- )

### 旧メンバー
- Morten Qvenild – ピアノ (1999年–2004年)、キーボード、シンセサイザー (2004年)
- Aslak Hartberg – ダブルベース (1999年–2005年)、ベース (2004年–2005年)
- Andreas Hessen Schei – キーボード、シンセサイザー (2005年–2006年)
- Morten Strøm – ベース (2005年–2008年)
- Andreas Ulvo – キーボード、シンセサイザー (2007年–2008年)
- Even Helte Hermansen – ギター (2007年–2010年)
- Bernt Moen – キーボード、シンセサイザー (2008年–2012年)
- Torstein Lofthus – ドラム (1999年–2014年)
- Knut Løchsen – キーボード、シンセサイザー (2012年–2014年)
- Tor Egil Kreken – ベース (2008年–2015年)
- Tobias Ørnes Andersen – ドラム (2014年–2019年)
- Håkon Sagen – ギター (2010年–2019年)
- Eirik Tovsrud Knutsen – キーボード、シンセサイザー (2014年–2019年)

## ディスコグラフィ

### スタジオ・アルバム
- Where the Ragged People Go (2001年)
- Sweet Shanghai Devil (2003年)
- 『イン・ザ・キングダム・オブ・キッチュ・ユー・ウィル・ビー・ア・モンスター』 - In the Kingdom of Kitsch You Will Be a Monster (2005年)
- Grindstone (2007年)
- Blackjazz (2010年)
- One One One (2013年)
- International Blackjazz Society (2015年)
- Animal (2018年)

### ライブ・アルバム
- Live Blackjazz (2011年)